# Münchweiler an der Rodalb
Münchweiler an der Rodalb – miejscowość i gmina w Niemczech, w kraju związkowym Nadrenia-Palatynat, w powiecie Südwestpfalz, wchodzi w skład gminy związkowej Rodalben.